# Telenova Compis
Telenova Compis (Compis) је професионални рачунар, производ фирме Telenova који је почео да се израђује у Шведској током 1985. године.
Користио је Intel 80186 као централни микропроцесор а RAM меморија рачунара Compis је имала капацитет од 128 kb или 256 , прошириво до 768 kb. 
Као оперативни систем кориштен је CP/M86, UCSD-p, MS-DOS.

## Детаљни подаци
Детаљнији подаци о рачунару Compis су дати у табели испод.
|                       |                                                                                          |
| [ 1 ]                 |                                                                                          |
| Произвођач            |                                                                                          |
| Тип                   | професионални рачунар                                                                    |
| Меморија              | 128 или 256 , прошириво до 768                                                           |
| Поријекло             | Шведска                                                                                  |
| Година                | 1985                                                                                     |
| Тастатура             | Пуни помак тастера, одвојена тастатура са нумеричким и едит тастерима. Уграђени звучник. |
| Процесор              |                                                                                          |
| Фреквенција процесора | 8                                                                                        |
| RAM                   | 128 или 256 , прошириво до 768                                                           |
| ROM                   | непознато                                                                                |
| Текст                 | 50 x 25, 80 x 25                                                                         |
| Графика               | 640 x 400 (боја), 1280 x 800 (монохроматски)                                             |
| Боја                  | монохром                                                                                 |
| Звук                  | нема звука                                                                               |
| Димензије             | 7,8 x 4,1 x 1,2 инча / 15.87 ounces са батеријама                                        |
| Портови               |                                                                                          |
| Оперативни систем     |                                                                                          |